# Pedro de Novo y Fernández Chicarro
Pedro de Novo y Fernández Chicarro (Madrid, 6 de diciembre de 1884-Madrid, 3 de enero de 1953) fue un ingeniero y geólogo español.

## Biografía
Hijo de Pedro de Novo y Colson, estudió en la Escuela de Ingenieros de Minas de Madrid, de la llegó a ser profesor de geología (1929). Con Lucas Mallada, jefe de la Comisión del Mapa Geológico, realizó trabajos de campo en la provincia de Alicante y en Andalucía. En 1924 fue elegido académico de la Real Academia de Ciencias Exactas, Físicas y Naturales, Pronunciando el año siguiente el discurso El velo de Isis en la síntesis geológica.  En 1934 participó en la expedición que hizo el primer mapa geológico de la Guinea española. 
Tras la guerra civil española fue director del Museo Nacional de Ciencias Naturales de España. Fue miembro de la Real Academia de Ciencias y Artes de Barcelona, de la Real Academia de Ciencias, Bellas Letras y Nobles Artes de Córdoba, de la Academia de las Ciencias de Lisboa y del Instituto de Coimbra. De 1943 a 1950 fue presidente de la Real Sociedad Geográfica.

## Obras
- Reseña geológica de la provincia de Alicante
- Hidrología subterránea de las provincias de Alicante y Murcia
- Rectificación del Mapa Geológico de la provincia de Huelva y Alemtejo (Portugal)
- La faz de la tierra (traducción de Der Antlitz der Erde, de Eduard Suess, 1923)
- De Sierra Morena a Sierra Nevada (Reconocimiento orogénico de la región bética) (1926).
- Diccionario de voces usadas en geografía física (1949)